# HMS Tartar (F43)
Pour les autres navires du même nom, voir HMS Tartar.
Le HMS Tartar est un destroyer de la classe Tribal qui servit dans la Royal Navy durant la Seconde Guerre mondiale.
Sa quille est posée le 26 août 1936 au chantier naval Swan Hunter & Wigham Richardson de Wallsend, en Angleterre. Il est lancé le 21 octobre 1937 et mis en service le 10 mars 1939 sous le commandement du captain Gerald Harman Warner.
Il mena une carrière mouvementée et finit par recevoir le surnom de « Lucky Tartar » en raison de ses nombreuses évasions de situations dangereuses. Il fut l'un des quatre destroyers de la classe à avoir survécu à la guerre sur les seize commissionnés.

## Historique
Au début de la Seconde Guerre mondiale, le Tartar organise de nombreuses opérations avec sa flottille contre les forceurs de blocus et les croiseurs auxiliaires, et rejoint le reste de la Home Fleet en participant à la traque des croiseur de batailles allemands Scharnhorst et Gneisenau après le naufrage du navire marchand armé HMS Rawalpindi. En mars 1940, il escorte en compagnie de son sister-ship HMS Mohawk, le RMS Queen Elizabeth lors de son voyage inaugural à travers les approches occidentales. Le 1er mars, il est l'un des destroyers escortant les navires de débarquement pendant l'opération Claymore vers les îles Lofoten, avant de fournir un appui aux opérations de débarquement. Le 3 mars, il coule le navire marchand allemand SS Bernhard Schulte à la position 61° 55′ N, 5° 07′ E
,, et le lendemain, intercepte le chalutier allemand Krebbs qui est capturé avec une équipe d'arraisonnement. Une machine Enigma et des documents justificatifs sont récupérés et transportés ultérieurement à Bletchley Park pour y être décryptés. Tout au long des mois d'avril et de mai, il escorte des convois et des navires alliés dans l'Atlantique jusqu'au début du mois de juin, notamment les HMS Ark Royal et HMS Valiant. Il participe à la seconde chasse des navires Scharnhorst et Gneisenau après le naufrage du HMS Glorious.
En mai 1941, il est présent lors du naufrage du cuirassé allemand Bismarck, enregistrant des rapports très détaillés après l'action. Alors qu'il retourne à Scapa Flow en compagnie de son sister-ship HMS Mashona, le groupe est attaqué par l'aviation allemande à l'ouest de l'Irlande. Le compte-rendu du Tartar après l'action indique : « On pense que tous les avions attaquants étaient des He 111 [...] un Fw 200 fut cependant observé. Environ 50 avions ont pris part aux attaques sur une période de 13 heures... ». Le Mashona fut touché et gravement endommagé, et chavira un peu plus tard. À la suite de l'attaque, le Tartar a abattu un He 111,, et parviendra à secourir 215 marins et 14 officiers en les déposant à Greenock.

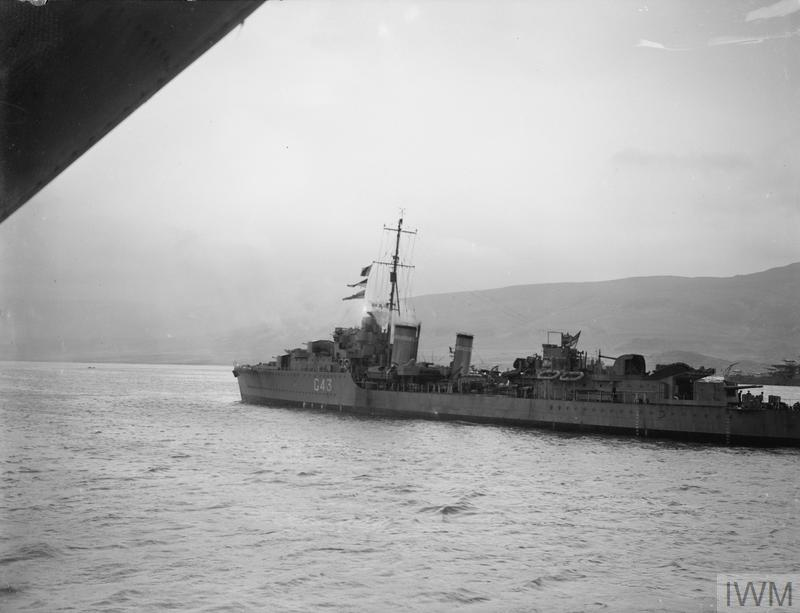
Le HMS Tartar à Hvalfjörður, en Islande, vu du porte-avions (novembre 1941).

Le Tartar reprend du service au sein de la Home Fleet en juin 1941 en prend part à une escorte de convoi. Le 26 juin, il escorte le croiseur Nigeria de Scapa Flow vers les eaux au large de l'île Jan Mayen. Le 28 juin, le groupe repère le navire météorologique Lauenburg et une équipe du Tartar est déployée à son bord. Après avoir mis la main sur d'importants documents, le navire est sabordé à coups de canon. Le 27 juillet, il effectue des missions de reconnaissance dans le Spitzberg afin d'évaluer la possibilité d'utiliser l'île comme base de ravitaillement en carburant pour les convois russes. Le 2 août, il détruit la station météorologique de l'île aux Ours et évacue les ressortissants russes de Mourmansk. Le Tartar accompagne le destroyer Inglefield lors du transport du roi George VI à Scapa Flow. Le 17 août, il escorte le cuirassé Prince of Wales transportant Winston Churchill qui rentre d'une réunion avec le président Roosevelt sur la Charte de l'Atlantique. À l'arrivée du cuirassé sur le fleuve Clyde, le Tartar embarque le Premier ministre en l'emmenant à Greenock pour son retour à Londres. Il escorte ensuite le transport de troupe Empress of Australia le reste d'août avant d'entrer en carénage de septembre à la mi-octobre.
En janvier et février 1942, il escorte de nombreux convois, notamment les PQ-7B, QP-5, PQ-12, PQ-13 et QP-9. Le 8 mars, le Tartar escorte les navires de la Home Fleet effectuant une recherche infructueuse du cuirassé Tirpitz.
En août, il est transféré en Méditerranée au cours duquel il participe à l'opération Pedestal dans le cadre de missions d'escorte. Le convoi subit des attaques aériennes et sous-marines le 11 août après avoir été aperçu par le sous-marin italien Uarsciek. Le lendemain, le Tartar lance des attaques de charges de profondeur pour chasser le sous-marin Granito. En compagnie du destroyer HMS Lookout, il parvient à repousser l'attaque du sous-marin italien Angelo Emo. Le lendemain, après une attaque aérienne ayant endommagé le HMS Foresight, le Tartar est déployé sur zone afin de lui porter assistance. Le navire le remorque et prend la direction de Gibraltar. Lors de son transit, le Foresight est touché par une torpille du sous-marin allemand U-73, et est considéré comme perte totale. Ses survivants sont embarqués à bord du Tartar puis sabordé avec des torpilles,.

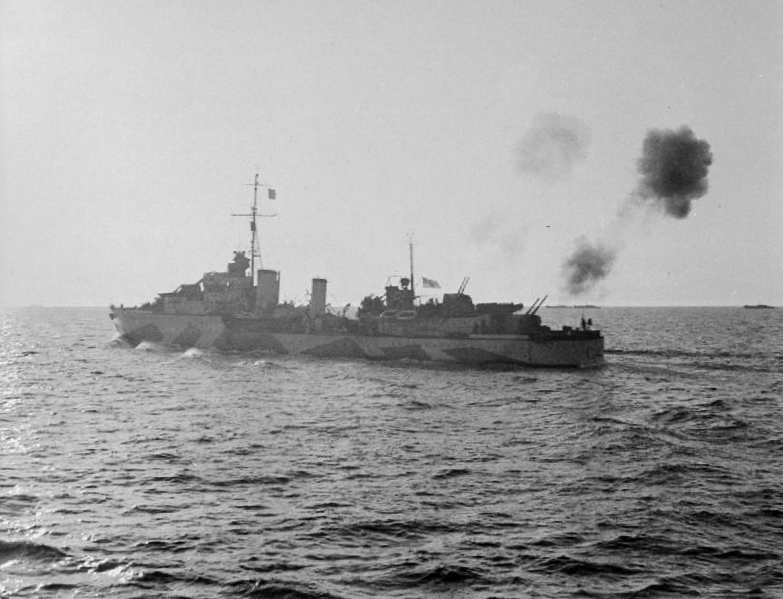
Le HMS Tartar met en place un barrage anti-aérien avec ses canons AA de 4,7 pouces afin de protéger la force d'invasion contre les attaques d'avions ennemis (opération Avalanche, 9 septembre 1943).

En octobre, il participe à l'opération Torch avec les navires de la Force H. Les 28 et 29 avril 1943, engage en compagnie du HMS Laforey un certain nombre de Schnellboot près de Marrettimo, en Algérie. Le 7 mai, il se déploie avec d'autres destroyers de la flotte méditerranéenne pour faire barrer la zone du cap Bon afin d'intercepter les navires s'approvisionnant en Tunisie. Le 11 juillet, il sauve quelque 200 survivants du navire-hôpital HMHS Talamba, coulé par une attaque aérienne allemande au large de la plage. Le lendemain, le Tartar coule le navire à munitions Baarn, en flamme après avoir été endommagé par l'aviation. Le 13 juillet, il escorte le destroyer endommagé HMS Eskimo jusqu'à Malte, endommagé par lui aussi par des attaques aériennes. En août, le destroyer soutient l'invasion de l'Italie par les Alliés en couvrant les débarquements de Calabre et, plus tard, ceux de Salerne. Il escorte notamment les HMS Nelson, HMS Rodney et HMS Orion dans le détroit de Messine, tandis que les gros navires bombardaient des batteries côtières en prévision des débarquements imminents.
En avril 1944, il est déployé dans la Manche au sein du Commander-in-Chief, Plymouth pour effectuer des patrouilles offensives contre la navigation côtière au large de la côte française tout en escortant des convois alliés. En mai, le destroyer couvre le croiseur HMS Bellona et le mouilleur de mines HMS Apollo, dans le cadre d'une opération de mouillage de mines au large des côtes françaises en prévision du débarquement allié en Normandie. Le 6 juin, il dirige la 10e flottille de destroyers dans la Manche pour empêcher quelconque intervention allemande lors de l’opération Neptune. Le 9 juin, les navires de la 10e flottille de destroyers engagent des destroyers allemands lors de la bataille d'Ouessant. Les destroyers ZH1 et Z 32 sont coulés, le Tartar étant endommagé par un coup de canon. Quatre hommes sont tués et douze autres blessés. Le 7 juillet, il intercepte et engage des dragueurs de mines de la 46e flottille allemande au large des îles Anglo-Normandes et coule les dragueurs de mines M4601 et M4605. Le 6 août, les navires britanniques HMS Bellona, HMS Tartar et HMS Ashanti, assistés par les destroyers canadiens NCSM Haida et HMCS Iroquois attaquent un convoi au large de Saint-Nazaire, coulant les dragueurs de mines M263 et M486, le patrouilleur V414 et une vedette côtière de surveillance maritime avec quatre petits navires.

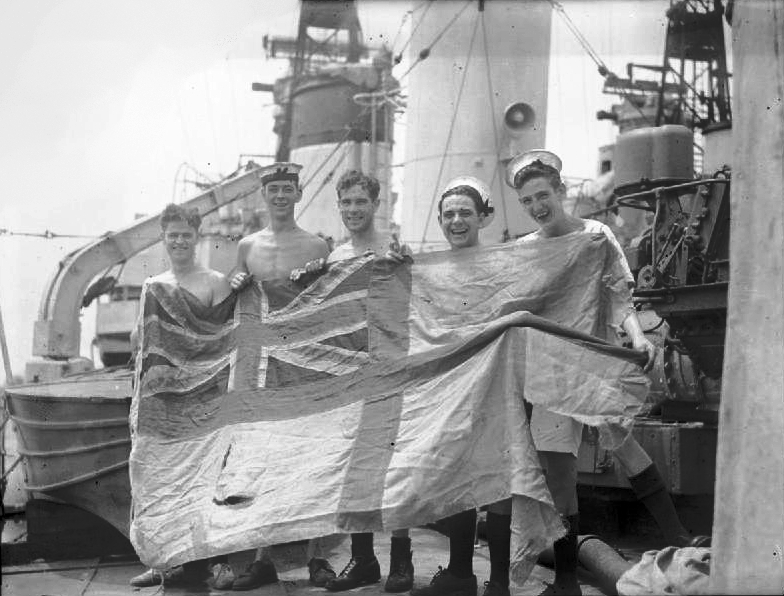
Drapeau de bataille déchiré du HMS Tartar exhibé par l'équipage après la bataille d'Ouessant (9 juin 1944).

En mars 1945, le destroyer escorte plusieurs porte-avions d'escorte à Gibraltar puis effectue des exercices en Méditerranée avant de partir pour Trinquemalay qu'il atteint le 20 avril. Désormais actif au sein de l'Estern Fleet, il patrouille dans les zones des îles Andaman-et-Nicobar, participant ensuite aux bombardements de Car Nicobar et de Port Blair, ainsi qu’à l’opération Dracula. Pendant le reste de la guerre, il prend part à des missions d'escorte et de ratissage en compagnie de sa flottille, tout en menant des bombardements à terre en couvrant les débarquements alliés. Affecté à l'opération Zipper (débarquement en Malaisie), celle-ci est annulée lorsque le Japon capitule avant la mise en place de cette mission. Le Tartar est présent dans la baie de Tokyo lorsque l'Empire nippon signe la reddition le 2 septembre 1945.
Placé en réserve en 1946, il est utilisé comme navire d’hébergement pour le personnel de la flotte de réserve avant d’être vendu pour démolition le 6 janvier 1948.
Il reçut un total de douze honneurs de bataille pour son service pendant la Seconde Guerre mondiale.